# دلي محمدلي
دلي محمدلي (بالأذرية: Dəliməmmədli) هي بلدة تقع في مُقاطعة گُورانبوي بأذربيجان. وصل عدد سُكَّانها في إحصاء سنة 2010م إلى 5,513 نسمة. صُنِّفت بموجب القرار رقم 54-XII الصادر عن المجلس الأعلى لجمهورية أذربيجان بتاريخ 7 شُباط (فبراير) 1991م، على أنها كُتلة مدنيَّة واحدة مع قرية «ساروولو» (بالأذرية: Sarovlu) تُدار من طرف مجلسٍ بلديٍّ واحد.